# Voorvocht

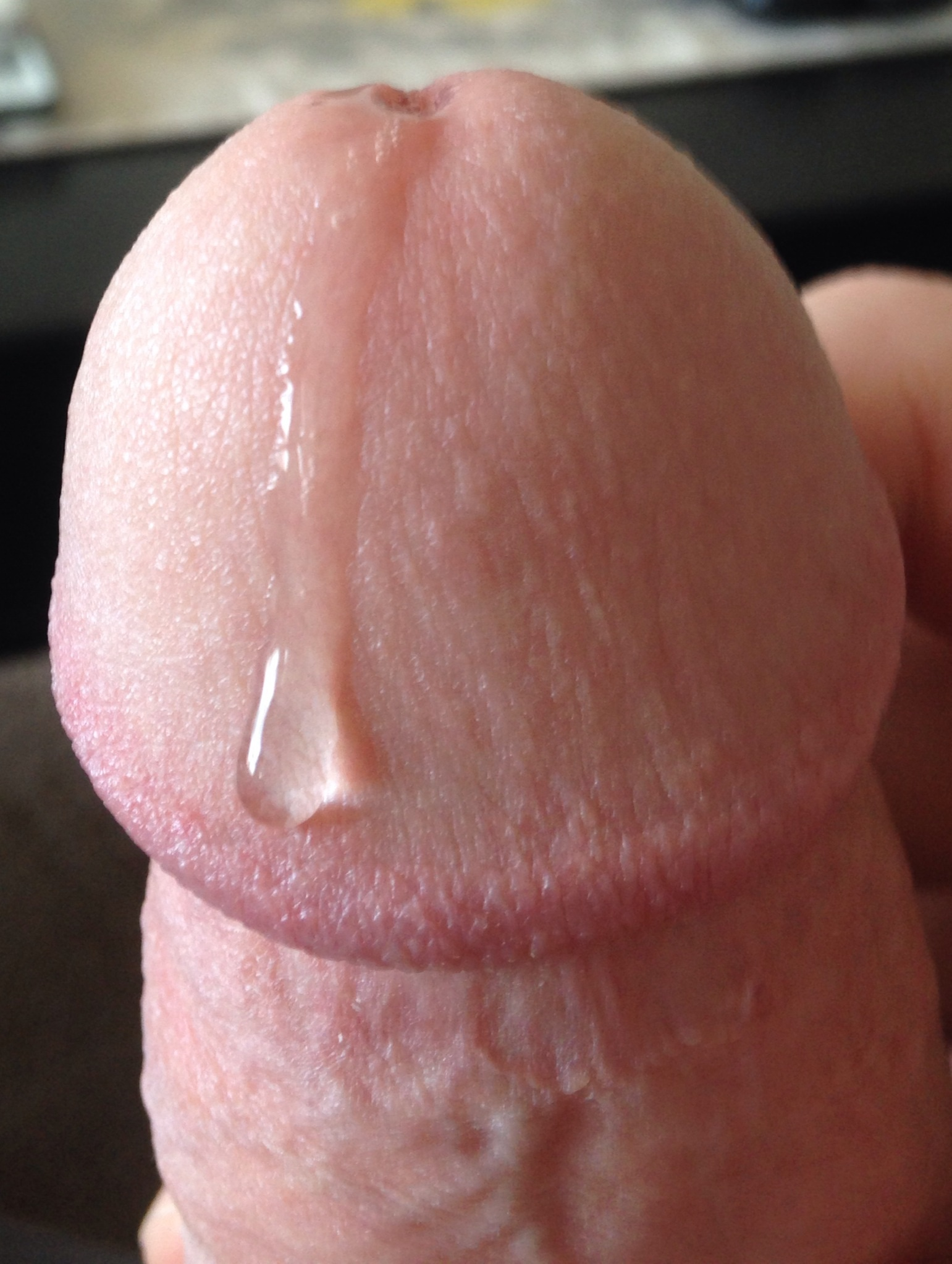
Voorvocht op de penis van een man.

Voorvocht is een helder vocht dat bij seksuele opwinding uit de menselijke penis kan komen zonder dat de man klaarkomt, en ook zonder dat een erectie hoeft op te treden. Voorvocht voorkomt dat zaadcellen bezwijken onder invloed van de eventueel achtergebleven urine. Het neutraliseert de pH. Hierdoor hebben de zaadcellen meer overlevingskans. Daarnaast werkt voorvocht bij de geslachtsgemeenschap als natuurlijk glijmiddel. Het wordt geproduceerd door de Cowperse klieren.
Niet iedere man produceert evenveel voorvocht, en de hoeveelheid ervan lijkt ook sterk samen te hangen met de lengte van de seksuele opwinding.
Wanneer de man sinds zijn laatste zaadlozing nog niet geürineerd heeft kan in het voorvocht een lage concentratie van zaadcellen voorkomen. De kans op zwangerschap hierdoor wordt door de NVSH als klein ingeschat. Andere artsen zien in voorvocht wel een gevaar voor zwangerschap.